# 1010 Avenue of the Americas
1010 Avenue of the Americas alternativt The Atlas är en skyskrapa som ligger utmed gatan Avenue of the Americas/Sixth Avenue på Manhattan i New York, New York i USA.
Byggnaden uppfördes 2002 som en fastighet för främst bostäder. Den är 141,12 meter hög och har 46 våningar samt 374 lägenheter.